# Avena eriantha
Avena eriantha är en gräsart som beskrevs av Michel Charles Durieu de Maisonneuve. Avena eriantha ingår i släktet havren, och familjen gräs. Inga underarter finns listade i Catalogue of Life.